# Desperadoes Steel Orchestra
Das Desperadoes Steel Orchestra, auch Despers, ist eine Steelband aus Laventille in Trinidad und Tobago.

## Geschichte
Das Desperadoes Steel Orchestra entstand Anfang der 1950er-Jahre aus dem Zusammenschluss dreier Steelbands in Laventille. Der Name der Gruppe geht auf den Film Desperadoes – Aufruhr der Gesetzlosen mit Glenn Ford zurück. Das Desperadoes Steel Orchestra wurde von 1961 bis 1985 von Rudolph Charles geführt. Charles lud verschiedene Panbauer ein, mit ihm zusammenzuarbeiten und den Klang der Steelband zu verbessern. Mitglieder der Band waren unter anderem Wallace Austin, Lincoln Noel sowie Bertie Marshall.
Das Orchester trat weltweit auf, unter anderem 1972 in der Royal Albert Hall, 1987 in der Carnegie Hall oder auch 1996 mit Startenor Luciano Pavarotti.

## Erfolge
Das Desperadoes Steel Orchestra gewannen den nationalen Steelbandwettbewerb von Trinidad und Tobago, Panorama, bisher zehn Mal.
| Jahr | Lied               | Arrangeur                 |
| ---- | ------------------ | ------------------------- |
| 1966 | Obeah Wedding      | Beverly Griffith          |
| 1970 | Margie             | Clive Bradley             |
| 1976 | Pan in Harmony     | Clive Bradley             |
| 1977 | Crawford           | Clive Bradley             |
| 1983 | Rebecca            | Clive Bradley             |
| 1985 | Pan Night and Day  | Beverly Griffith          |
| 1991 | Musical Vulcano    | Robert Greenidge          |
| 1994 | Fire Coming Down   | Robert Greenidge          |
| 1999 | In my House        | Clive Bradley             |
| 2000 | Picture on my Wall | Clive Bradley             |
| 2016 | Different Me       | Carlton "Zanda" Alexander |

## Diskografie (Auszug)
- 1965: Carnival In Trinidad (RCA Victor)